# Bolbogonium triangulum
Bolbogonium triangulum är en skalbaggsart som beskrevs av John Obadiah Westwood 1852. Bolbogonium triangulum ingår i släktet Bolbogonium och familjen Bolboceratidae. Inga underarter finns listade.